# 小澤啓一
小澤 啓一（おざわ けいいち、1933年1月5日 - ）は日本の映画監督。鹿児島県川辺郡川辺町平山（現・南九州市）出身。本籍は山口県萩市であった。

## 経歴・人物
三歳で父の転任により台湾へ移住、大戦後に日本へ引き上げた。鹿児島県立川辺高等学校を経て早稲田大学第一文学部在学中、遠縁の田中龍夫の伝手で小國英雄のシナリオ工房に通う。卒業後の1956年に日活に入社、川島雄三、井上梅次らの助監督を務めた後は、主に舛田利雄に師事、舛田の映画製作に大きく影響されたという。
1968年、『大幹部　無頼』で監督デビュー。以降「無頼」シリーズとしてヒットさせ、渡哲也主演作品を最も多く（計10作品）メガホンを取り、長谷部安春・澤田幸弘らとともに「日活ニュー・アクション路線」の旗手として活躍。日活がロマンポルノをメインに製作開始すると、アクションとロマンポルノを融合させた映画製作を目指したが、1973年に日活を退社した。
その後は1990年代初頭まで、『太陽にほえろ！』『大都会』『西部警察』などを中心としたテレビドラマ（とりわけアクションものや時代劇）を中心に活躍、1990年代後半からはオリジナルビデオや二時間ドラマにて活躍する。

### 親族
伯父は衆議院議員、参議院議員、山口県知事を歴任した小澤太郎で、第26代内閣総理大臣の田中義一の娘婿にあたる。従弟の小沢克介も衆議院議員を3期務めるなど、政界とゆかりが深い。

## 作品

### 映画
- 1968 - 大幹部 無頼
- 1968 - 無頼 人斬り五郎
- 1968 - 無頼 黒匕首
- 1969 - 無頼 殺せ
- 1969 - 前科 仮釈放
- 1969 - 前科 ドス嵐
- 1969 - 侠花列伝 襲名賭博
- 1970 - やくざの横顔
- 1970 - 鉄火場慕情
- 1970 - 女の警察 乱れ蝶
- 1970 - 大幹部 ケリをつけろ
- 1970 - 土忍記 風の天狗
- 1971 - 関東流れ者
- 1971 - 関東破門状
- 1973 - さいはての情事
- 1973 - 夜の禁猟区
- 1973 - バンカク 関東SEX軍団
- 1980 - 鉄騎兵、跳んだ
- 1988 - メロドラマ
- 2004 - 修羅のみち 九州全面戦争

### テレビ
- 太陽にほえろ!（1972年 - 1978年）
- 大いなる旅路（1972年）
- 水滸伝（1973年 - 1974年）
- 電撃!! ストラダ5（1974年）
- 右門捕物帖（1974年）
- 大都会 闘いの日々（1976年）
- いろはの"い"（1976年 - 1977年）
- 大都会 PARTII（1977年 - 1978年）
- 大追跡（1978年）
- 大都会 PARTIII（1978年 - 1979年）
- 探偵物語（1979年 - 1980年）
- 西部警察シリーズ（1979年 - 1984年）
- プロハンター（1981年）
- 大江戸捜査網
- 右門捕物帖（1982年 - 1983年）
- 私鉄沿線97分署（1984年 - 1986年）
- 刑事物語'85 (1985年)
- 松本清張サスペンス・隠花の飾り / 百円硬貨（1986年）
- 妻の知らない夫の顔（1986年12月17日、TBS）
- 消された航跡（1989年10月9日）
- ゴリラ・警視庁捜査第8班（1989年 - 1990年）
- 代表取締役刑事（1990年 - 1991年）
- 愛しの刑事（1992年）
- 鶴姫伝奇 -興亡瀬戸内水軍-
- 積木くずし崩壊、そして…
- 森村誠一サスペンスシリーズ
  - 灯（2001年）
  - 窓（2003年）
  - 路（2003年）
  - 街（2004年）
  - 音（2005年）
  - 唄（2006年）
  - 時（2008年）

## Vシネマ
- 1997 - 修羅がゆく6 東北激闘篇
- 1998 - 修羅がゆく7 四国烈死篇
- 1999 - 修羅がゆく9 北海道侵攻作戦
- 1999 - 修羅がゆく10 北陸代理戦争
- 2000 - 修羅がゆく11 名古屋頂上作戦
- 2000 - 極道三国志4 最後の博徒　血の抗争
- 2000 - 極道三国志5 山陽道10年戦争
- 2000 - 修羅がゆく12 北九州死闘篇
- 2000 - 修羅がゆく13 完結篇
- 2001 - 修羅のみち
- 2001 - 修羅のみち2 関西頂上決戦
- 2002 - 修羅のみち3 広島・四国全面戦争
- 2002 - 修羅のみち4 北九州代理戦争
- 2002 - 修羅のみち5 東北殺しの軍団
- 2003 - 修羅のみち6 血染めの海峡
- 2004 - 修羅のみち9 北九州烈死篇
- 2004 - 修羅のみち10 九州全面戦争
- 2006 - 必殺バトルロード 妖剣女刺客
- 2006 - 必殺バトルロード2 妖剣女刺客

## 書籍
- リアルの追求 映画監督小澤啓一 ワイズ出版 (2019年)